# Daniela Schultze

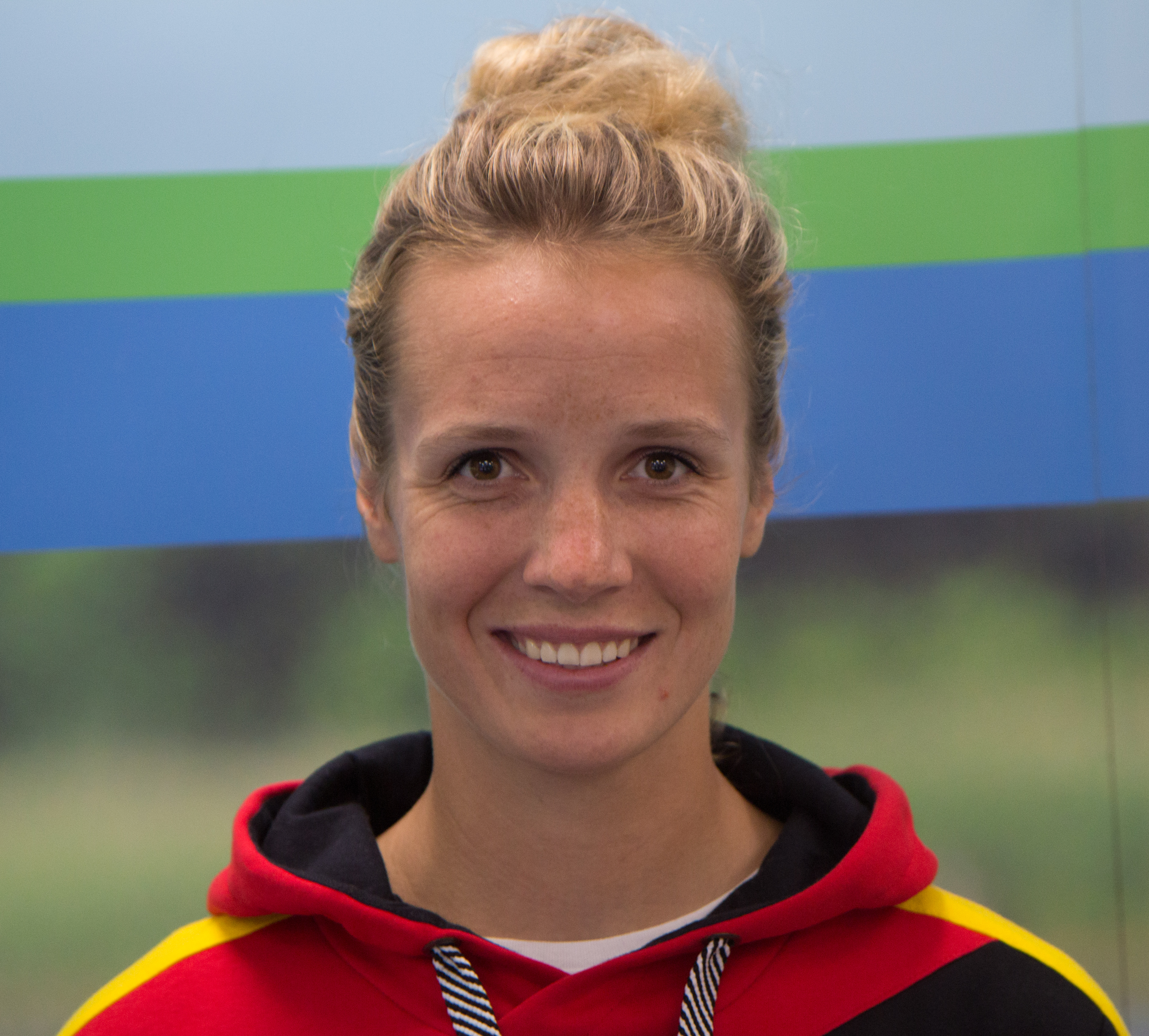
Daniela Schultze, 2017

Daniela Schultze (* 3. November 1990 in Cottbus) ist eine deutsche Ruderin.
Schultze begann 1999 mit dem Rudersport. 2011 gewann sie zusammen mit Mareike Adams aus Essen im Doppelzweier den Titel bei den U23-Weltmeisterschaften in Amsterdam. Im Winter 2011/12 wechselte sie vom Skull zum Riemenrudern. Im Mai 2012 qualifizierte sich Schultze in Luzern mit dem deutschen Frauenachter für die Olympischen Spiele in London.
Nach dem siebten Platz bei den Olympischen Spielen trat Schultze erst 2015 wieder international an. Mit dem Achter belegte sie den zehnten Platz bei den Ruder-Weltmeisterschaften 2015 und den fünften Platz bei den Ruder-Europameisterschaften 2016. 2017 wechselte sie in den Doppelvierer. Zusammen mit Charlotte Reinhardt, Frauke Hundeling und Frieda Hämmerling gewann sie den Titel bei den Ruder-Europameisterschaften 2017. Bei den Weltmeisterschaften in Linz trat der deutsche Doppelvierer in der Besetzung Daniela Schultze, Michaela Staelberg, Franziska Kampmann und Frieda Hämmerling an. Sie belegten den 4. Platz hinter China, Polen und den Niederlanden. 2020 trat der deutsche Doppelvierer in der Besetzung Daniela Schultze, Carlotta Nwajide, Frieda Hämmerling und Franziska Kampmann an. Bei den Europameisterschaften in Posen gewannen die Niederländerinnen den Titel vor den Deutschen und den Polinnen. Im Jahr darauf gewannen Schultze, Njawide, Hämmerling und Kampmann die Bronzemedaille bei den Europameisterschaften in Varese. Im Finale der olympischen Regatta in Tokio lag der deutsche Doppelvierer lange auf einem Medaillenplatz, nach einem Fehler belegte die Crew am Ende den fünften Platz.
Schultze ruderte bis 2011 fünf Jahre für die Potsdamer Ruder-Gesellschaft, seit 2012 gehört die von Steffen Becker trainierte Athletin dem neugegründeten Ruder-Club Potsdam an.

## Berufsweg
Im September 2013 begann sie die Ausbildung zur Polizeivollzugsbeamtin bei der Bundespolizei. Die Polizeikommissarin ist Angehörige der Bundespolizeisportschule Kienbaum, der Spitzensportfördereinrichtung der Bundespolizei für Sommer- und Ganzjahressportarten.